# 保羅·戴巴拿
保罗·埃克塞基耶尔·迪巴拉（西班牙語：Paulo Exequiel Dybala，發音：[ˈpaulo ðiˈβala]；1993年11月15日—），是一名阿根廷職業足球員，目前效力於意大利甲組足球聯賽俱樂部羅馬及阿根廷國家足球隊。
2011年，戴巴拿於阿根廷球會科尔多瓦学院開始其職業生涯，1年後轉會至意大利的巴勒莫。2015年，他轉會至意大利甲組足球聯賽尤文图斯，於加盟首季贏得了聯賽、意大利盃和意大利超級盃冠軍。2022年7月18日，他轉會至羅馬。2022年12月於決賽對陣法國時的點球大戰向球門中央射出，成功入球，助阿根廷國家足球隊奪下第三個世界盃冠軍。

## 早年
保罗·迪巴拉的祖父波列斯瓦夫·迪巴拉（Bolesław Dybała）出生於波蘭聖十字省克拉斯尼奧（Kraśniów）。他的親人亦有意大利血統。
二戰時，迪巴拉的祖父從波蘭逃亡至阿根廷，並於當地定居。他的母親則是一位意大利人，所以迪巴拉同時擁有為阿根廷、波蘭和意大利效力的資格，但他最終還是決定加入阿根廷國家隊。
與菲臘比和積基卡相異的是，迪巴拉從未於波蘭生活。他曾於訪問中表示，對於波蘭歷史十分感興趣，有意於日後投身波蘭的足球聯賽發展。

## 球會生涯

### 科爾多瓦學院
暱稱為La Joya或El pibe de la pensión的戴巴拿17歲在阿乙聯賽展開其職業足球生涯，效力其家鄉球會科爾多瓦學院。他合共為球隊上陣40場，攻入17球。他亦打破甘巴斯保持的最年輕入球紀錄，亦打破甘巴斯的另一項紀錄－－連續上陣38場聯賽，亦是首位在單季兩度大演帽子戲法及先後以四球和六球刷新連續取得入球紀錄的球員。

### 巴勒莫
2012年7月20日，巴勒莫召開記招宣布落實簽入戴巴拿，並簽約四年。他在意甲對拉素的賽事中首次為新球會上陣。戴巴拿在2012年11月11日對森多利亞的賽事中先後攻入在巴勒莫的首兩個入球，助球隊以2:0擊敗對手。
戴巴拿在2014/15球季意甲表現脫胎換骨，在上半季已為球隊攻入10球，與同胞巴斯克斯合組強勁鋒線，並同時受到多支歐洲頂級球會垂青。
戴巴拿的經理人證實巴黎聖日耳門和車路士已為這名阿根廷鋒將出價。但戴巴拿想加盟巴塞隆納，甚至表明「願意游過地中海加盟巴塞隆納。」

### 尤文圖斯
5月17日，巴勒莫教練證實戴巴拿已与祖雲達斯達成協議，並指「戴巴拿已是祖雲達斯球員。」其後戴巴拿亦被披露以4000萬歐元身價，包括現金、與表現掛勾的獎金和球員交換等轉會，並將獲得250萬歐元年薪。
2016/2017歐冠八強次回合賽事，戴巴拿面對由梅西、內馬爾、蘇亞雷斯領軍的巴塞隆納隊連進兩球，加上基耶利尼入球，尤文圖斯兩回合以3:0淘汰對手，晉身四強。該場比賽後，尤文圖斯立即與戴巴拿續約，決定開出700萬歐元年薪合約，與保羅戴巴拿續約5年，僅次於陣中另一位阿根廷前鋒希古恩。2017年8月9日，戴巴拿轉披10號球衣。
2017/2018賽季，戴巴拿於前六場意甲聯賽共打進10球， 被譽為天才球員。
2020年3月22日，迪巴拉和其女友确认感染2019冠状病毒病。
在因傷缺陣數月後，迪巴拉於2021年4月7日回歸，踢進了以2比1戰勝那不勒斯的獲勝進球。

### 羅馬
2022年7月，迪巴拉以免費转会方式签约加盟罗马，合約為期三年，有效期至2025年6月30日。

## 國家隊
戴巴拿被阿根廷U17挑選參加2011年泛美運動會。但他最終並未有參賽。2012年7月19日首次獲得阿根廷U20徵召，但他拒絕入隊。
由於擁有雙重國籍，戴巴拿亦有代表波蘭和意大利國家隊的資格，但他表示自己是阿根廷人，亦時常夢想效力阿根廷國家隊。
9月22日，2015年他由經理馬蒂諾提名首次為阿根廷成年隊出賽，他的首次亮相是在2015年10月13日世界杯2018年預選賽比賽與巴拉圭在第75分鐘從後備取代卡路士·迪維斯擔任前鋒。
2018年，戴巴拿入選2018年世界盃阿根廷國家隊23人名單之中，背號21號。四場比賽當中，他只上場22分鐘。
2019年，迪巴拉在新任教練斯卡洛尼的重用下在美洲杯對陣智利的第三名決定賽中，先發並取得一球，其為迪巴拉在國家賽正賽中為阿根廷打進的第一球。賽後，迪巴拉被選為MVP。
2022年11月，剛傷癒的戴巴拿入選2022年世界盃阿根廷國家隊大軍名單，背號21號。由於有傷在身，該屆世界盃七場比賽當中，他只在半決賽對克罗地亚的下半場及決賽對法國加時後備入替上陣。在对阵法国队的决赛中，他在读秒阶段贡献一次关键解围，避免了阿根廷被绝杀。在互射十二碼階段中，迪巴拉在第二輪罚入点球，協助阿根廷贏得當屆冠軍。
2024年5月，迪巴拉未能入选斯卡洛尼的2024年美洲杯大名单。

## 風格
戴巴拿是一名集創造力、靈活及技術於一身的球員。戴巴拿以在有限空間盤扭和控制球的能力而聞名，他的保護皮球能力和背向龍門的得分能力亦不俗。由於其速度高、位置感及用球技巧出色，他非常擅長打反擊戰術以及突破越位陷阱以創造進攻機會。他亦是一名勤力的球員，時常替球隊回防助守。戴巴拿亦具備準成度和力量兼備的射門及頭槌能力，令他同時擅於攻門及為隊友創造機會。作為一名全能進攻球員，他亦同時勝任多個進攻位置，包括前鋒、輔鋒、進攻中場等，他亦能擔任逆足右翼，在右路突破時以其強勁的左腳推大位射門。

## 個人生活
迪巴拉于2012年8月13日获得了意大利国籍，以便促进他转会到巴勒莫，并规避了意大利足球协会 (FIGC)的规定，该规定只允许每支意甲球队最多拥有两名非欧盟公民球员。迪巴拉最初尝试通过他祖父的血统获得波兰国籍，但由于繁杂的官僚程序未能成功。
迪巴拉在身上有多处纹身：左臂上的两条纹，阿拉伯文纹身，以及腿上的一个加冕的足球图案。
自2018年以来，他与奥莉安娜·萨巴蒂尼(Oriana Sabatini)交往，她是委内瑞拉 女演员 凯瑟琳·富洛普和奥斯瓦尔多·萨巴蒂尼的女儿，同时也是前女子网球选手加布里埃拉·萨巴蒂尼的侄女。2024年7月20日，两人在一场名人和体育伙伴出席的婚礼中结婚。

## 榮譽

### 球會
巴勒莫
- 意大利足球乙级联赛冠軍：2013–14[30]

 祖雲達斯
- 意大利甲組足球聯賽冠軍：2015–16、2016–17、2017–18、2018–19、2019–20
- 意大利超級盃冠軍：2015、2018、2020
- 意大利盃冠軍：2015–16、2016–17、2017–18、2020–21[31]

 羅馬
- 歐洲足協歐霸盃亞軍：2022–23

### 國家隊
阿根廷
- 歐美超級杯冠軍：2022
- 世界盃冠軍：2022

### 個人
- 意大利甲組足球聯賽助攻王：2014–15[32]
- 意大利甲組足球聯賽最佳陣容：2015–16[33]
- 欧洲体育杂志联盟最佳陣容：2016–17[34]
- 意大利盃神射手：2016–17[35][36]

## 外部連結
- Soccerway資料庫：保羅·戴巴拿